# Конн Сто Битв
Конн Ста Битв — Конн Кетхехех мак Федлімід Рехтмар (давньоірл. Conn Cétchathach) — верховний король Ірландії, син Федліміда Рехтмара (давньоірл. Fedlimid Rechtmar), предок династій королів Коннахту, предок Ніла Дев'яти Заручників від якого походять всі подальші династій верховних королів Ірландії та королівські династії королівства Коннахт. Роки правління: 116–136 роки н. е. (згідно з хроніками Джеффрі Кітінга) або 123—157 роки н. е. згідно з «Книгою Чотирьох Майстрів».

## Біографія

### Народження
За згадкою з «Книги Чотирьох Майстрів» у ніч народження Конна відкрились в Ірландії п'ять шляхів, що раніше були невідомі, по яких до того часу ніколи не їздили королі колісницями.

### Прихід до влади
Згідно з давньою ірландською книгою-хронікою «Lebor Gabála Érenn» Конн прийшов до королівської влади в результаті вбивства свого попередника Катайр Мора. Згідно з легендами, Конн випадково знайшов священний камінь Фаль який вважався вже втраченим. Він наступив на камінь Фаль і камінь закричав, як кричав завжди, коли до нього торкалась людина, якій судилось бути королем Ірландії. Потім з магічного туману з'явився вершник, який кидає Конну три списи і задає йому питання, щоб пересвідчитись, що справді перед ним людина гідна стати великим королем. Потім з'являється друїд який веде його до самотньої хатинки, що стоїть на рівнині і біля якої росте золоте дерево. Там до Конна виходить жінка в золотій короні. Вона йому вручає срібну чашу з червоним елем. Потім до них з'являється привид — високий красивий чоловік на троні, який каже, що він Луг — легендарний правитель давнини. Жінка каже, що вона — Свобода Ірландії, дає Конну їжу — ребра бика та ребра кабана. Потім підносить чашу з напоєм і запитує: «Кому цю чашу дати?» У відповідь Луг пророчить скільки років Конну правити і які королі будуть після нього. Потім всі вони зникають, лишається тільки чаша в руках Конна.

### Правління
Конн правив Ірландією довго — більше двадцяти чи за іншими джерелами — більше тридцяти років, згідно інших легенд — «Видіння Фінгена» — більше п'ятдесяти років. І всі його роки правління були «без грабунків, без пожеж, без безпричинних ран людських, без крадіжок, без розбійників, без брехні, без хвороб коротких чи тяжких, без ґедзів та шершнів, без злих комарів, без довгих злив, без сильно вітру, без снігу, тільки з благородними битвами, було лише три подарунки: роса, краплі дощу та туман» (скела «Видіння Фінгена»). Отримав своє імення «Конн Ста Битв» завдяки нескінченним війнам і битвам, які вів з регіональними королями Ірландії, які теоретично були його васалами, але не хотіли йому коритися. Найважчі війни були з королем Мунстера (королівство на південному заході Ірландії) Мугом Нуадатом. Війни з ним були важкі, довгі, кровопролитні але деякий час безрезультатні. У результаті війн Ірландія була поділена на дві частини: північною правив Конн Ста Битв (половина Конна), а південною Муг Нуадат (половина Муга). Кордон між двома володіннями проходив приблизно по середині острова — по лінії від сучасного Голуея на заході до сучасного Дубліна на сході. Мир між королями тривав п'ятнадцять років, але потім Муг Нуадат порушив мир, підбурив васалів Конна — королів Коннахта, Ленстера та Ульстера до війни проти верховного короля Ірландії. Вороги зійшлися біля Маг Леана, що біля Тулламоре. Спочатку Конн Ста Битв змушений був відступити до Коннахта, щоб зібрати нові сили. Потім відвоював Міде від короля Ульстера (Ольстера). Потім раптово повернув армію на південь і прозбив біля Маг Леана армію Муга Нуадата в результаті нічної атаки на його табір. Муг Нуадат був вбитий під час битви, Конн Ста Битв став королем всієї Ірландії.
Згідно з легендами в часи правління короля Конна Ста Битв жив епічний герой Фінн мак Кумал (давньоірл. Fionn mac Cumhaill).
Згідно зі скелою (сагою) «Пригоди Конли Черленого» у короля Конна Ста Битв було спочатку два сини: Конла Черлений та Арт. Конлі Черленому явилась жінка з сіду (потойбічного світу), подарувала йому чарівне яблуко і заманила у потойбічний світ. Арт лишився єдиним сином короля Конна, тому отримав назвисько Арт Самотній. Пізніше у Конна з'явився ще один син Кріонн.

### Смерть
Згідно з переказами та легендами Конн Ста Битв був вбитий у 136 або 157 році нової ери королем Улада — Тібрайдом Тірехом мечем, яким раніше володів легендарний воїн і герой Кухулін. Вбитий він був у битві під Туах Амрош (давньоірл. Túath Amrois). Причиною вбивства була кровна помста: Федлімід Рехтмар батько Конна Ста Битв колись убив Мала — батька Тібрайда.

### Сім'я
Дружина — Етне Тоебфота
Сини — Конла Черлений (Конла Вогненний), Арт Самотній, Кріонн.

## Конн Ста Битв у літературі
Конн Ста Битв є героєм чисельних скел (саг), легенд, міфів, пісень, казок — де історична правда перемішана з вигадками. Найвідоміші з них це епічні скели «Видіння Конна» та «Видіння Фінгена».

### Видіння Фінгена
(Уривок скели)
Трапилось одного разу Фінгену мак Лухта бути в ніч під Самайн біля Друїм Фінген. Фінген був братом Тігернаху Тетбейлеху мак Лухта, тому і назва — королівство мак Лухта. Щоночі під Самайн приходила до Фінгена жінка з сидів, і прийшла вона, щоб про явища дивовижні і про королівські палаци, про чарівний нарід і про різні дива повідати йому в цю ніч під Самайн. Називали її Ротніам дочка Умала Урскатаха з Сід Кліат. Ось як вони зустрілись. У ніч під Самайн зійшлись вони, і спитав Фінген:
— Скільки не знаємо ми див, що цієї ночі відбудуться в Ірландії?
— Їх усього п'ятдесят, — відповідала жінка.
— І що ти розкажеш про них? — спитав Фінген.
— Ось незрівнянне диво, — сказала жінка, — син цієї ночі народиться в Фейдліміда мак Туатала Техмара, короля Ірландії. Всією Ірландією заволодіє він і розділить її на п'ять королівств, і народяться від нього п'ятдесят три королі Ірландії. І будуть вони королями до Ораінеха Уснеха, хоч і не порівну доведеться їм правити.
І тоді заспівав Фінген пісню: Хоч ця ніч довга, Як сім зимових ночей, Про те не шкодую і не буду шкодувати, Не спало ірландське військо.
— Яке ж диво ще, о, жінко? — спитав Фінген.
— А ось яке, — відповіла жінка. — Потече потік цієї ночі через долину на сході по сліду воїтельниці, дружини Нехтана мак Снама Нуада. Потече він з Сід Нехтан на північний схід до бурхливого моря. Три кравця Нехтана — Флеск, Леск та Луам — стерегли те джерело, але порушивши закляття, побіг потік від них і перетворився дивовижну річку, славну незліченними дібровами, долинами, торф'яними болотами, бродами, озерами, гирлами. Але і без того вона є шлях таємного знання, патериця з світлої бронзи на чистій золотій долині. Ім'я їй Боанд.
І тоді заспівав Фінген іншу пісню: Хоча дивовижний мій вигляд, Хоча довге моє пильнування, Хоча нескінченна для мене зимова ніч, Не буде мені від цього гірко.
………..

### Пісня славлення Конна
(Авторство приписується друїду Кесарну ІІ століття, який склав цю пісню пророцтва у ніч народження Конна. Насправді, імовірно, складена в ранньому середньовіччі. Українською переклав Шон Маклех.)
Клич народження Конна, Конн над Ірландією!
Ірландія Конна! Конн до Файла!
Стане могутнім військо в правління його
У давній долині Едайр навіки.
Очолить він кіннотників і колісниці, Дроги під ними, грім через море, Човни гойдаються з кораблями, Він хвилі несе за моря.
У Міді і в Мунстері військо його
Все буде руйнувати до моря межі, Лейнстерці будуть хоробрі в ту пору, Хоч і не буде підмоги йому.
Завдасть він удар на землі Луахри, Давню долину Снайб наповнить відвагою, До Ес Руад, до Фінд, до Фанайт, До Дому Донна, де зустріч всіх мертвих.
Списи його кров бійців сп'янить, Дорога да Уладу широка, Гніву його не уникне ніхто
До самих хвиль Муйр Іхт.
Колісниці розбиті і древки в крові, У крові бурій, гіркій мечі, Від землі до самого неба
Наповнить повітря палаюче і жорстоке.
Свій шлях розпочне він в Тарі
Влада прекрасна, добра і довга, Конну призначена, — рід його благородний, П'ятдесят три короля — нащадки його.
Народиться онук у нього потім, Кормак на ймення, Конна онук, Буде він правди скелею на віки, Сильним буде навіки віків.
Повний гордості, Конн завоює країну, Між пустищами і горами, Буде зі здобиччю він і законом, З народом своїм до кінця.
Правду віщають друїди в Тарі, Проголоси його, і не стане брехливим, Владою наповнений до трьох морів -
Все дав йому Бог.